# 大分県幼稚園の廃園一覧
大分県幼稚園の廃園一覧（おおいたけんようちえんのはいえんいちらん）は、大分県内の廃園になった幼稚園の一覧。対象となるのは、学制改革（1947年）以降に廃園となった幼稚園、および分園である。園名は廃園当時のもの。廃園時に幼稚園が所在した自治体がその後合併により消滅している場合は、現行の自治体に含める。また現在休園中の県内の幼稚園（分園）も、その多くは実質上、廃園と同じ状態にあるため参考として記載する。
（）内は、廃園になった年（休園の場合は、その措置が取られた年）である。

## 大分市
- 富士幼稚園
- ひまわり大空幼稚園[1]（廃園時期不詳）
- 大分市立一尺屋幼稚園[1]（休園開始時期不詳）[注釈 1]
- 大分市立白木幼稚園[1]（休園開始時期不詳）[注釈 2]
- 大分市立豊府幼稚園[2]（休園開始時期不詳）
- 大分市立大分幼稚園（2000年）[3]
- 大分市立日岡幼稚園（2000年）[3]
- 大分市立横瀬幼稚園（2002年[4]）
- 大分市立長浜幼稚園（2002年[3]）
- 大分市立住吉幼稚園（2007年）[3]
- 大分市立鶴崎幼稚園（2007年）[3]
- 大分市立八幡幼稚園（2008年）[3]
- とぜん幼稚園〈旧〉（2008年幼稚園型認定こども園、2015年幼保連携型認定こども園とぜん幼稚園〈新〉へ移行）[5]
- 大分市立大道幼稚園（2009年）[6]
- 大分市立野津原幼稚園〈旧〉（2011年統合によりのつはるこども園大分市立野津原幼稚園となり[7]、2021年大分市立のつはる認定こども園へ移行[8]）
- 大分市立野津原中央幼稚園（同上）[7]
- 大分市立野津原西部幼稚園（同上）[7]
- 大分市立今市幼稚園（同上）[7]
- 大分市立三佐幼稚園（2012年）[3]
- 大分市立森岡幼稚園（2013年）[3]
- 大分市立丹生幼稚園（2013年）[3]
- みどり幼稚園〈旧〉（2015年幼保連携型認定こども園みどり幼稚園〈新〉へ移行）[9]
- 大分市立大志生木幼稚園（2016年）[10]
- カトリック玖珠幼稚園〈旧〉（2017年幼稚園型認定こども園カトリック玖珠幼稚園〈新〉へ移行）[11]
- カトリック鶴崎幼稚園〈旧〉（2019年認定こども園カトリック鶴崎幼稚園〈新〉へ移行）[12]
- 大分市立津留幼稚園（2020年）[13]
- 大分市立寒田幼稚園（2020年）[13]
- 大分市立城南が丘幼稚園（2020年）[13]
- 大分市立明野幼稚園（2020年）[13]
- 大分市立こうざき幼稚園（2020年）[13]
- 大分市立判田幼稚園（2020年）[14]
- 大分市立賀来幼稚園（2020年休園[15]、2021年廃園[10]）
- 大分市立東大分幼稚園（2021年）[10]
- 大分市立敷戸幼稚園（2021年）[10]
- 大分市立南大分幼稚園（2021年）[16]
- 大分市立野津原幼稚園（2021年野津原保育所と統合し大分市立のつはる認定こども園へ）[17]
- 大分市立戸次幼稚園（2021年休園）[18]
- 大分市立稙田幼稚園（2021年休園[18]、2023年廃園[19]）
- 大分市立佐賀関幼稚園（2022年佐賀関保育所と統合し大分市立さがのせき認定こども園へ）[20]
- 大分市立松岡幼稚園（2023年）[21]
- 大分市立東稙田幼稚園（2023年）[22]
- 大分市立金池幼稚園（2023年大分市立かないけ認定こども園へ移行）[23]
- 大分市立別保幼稚園（2023年休園、2024年廃園）[24]
- 大分市立桃園幼稚園（2024年）[25]
- 大分市立坂ノ市幼稚園（2024年休園）[26]
- 大分市立春日町幼稚園（2024年7月1日）[27]

## 別府市
- 別府市立浜脇幼稚園（2002年別府市立南幼稚園へ統合）
- 別府中央幼稚園（2021年休園）[28]

## 日田市
- 五条幼稚園（休園開始時期不詳[28]、2021年廃園[29]）
- 五条東渓幼稚園（休園開始時期不詳[28]、2021年廃園[30]）
- 月隈幼稚園（2010年月隈こども園へ移行）[31]
- 日田幼稚園（2011年休園）[32]
- 日田幼稚園高瀬分園（2011年休園）[32]
- 認定こども園緑ヶ丘幼稚園（2018年休園）[32]
- 認定こども園日田ルーテル幼稚園（2023年[33]日田ルーテルこども園[34]へ移行）

## 佐伯市
- ふたば幼稚園（1992年休園[32]、2023年廃園[35]）
- 佐伯市立最勝海幼稚園（1996年）[36]
- 佐伯市立本匠西幼稚園（1996年休園、1997年再開、2006年本匠東幼稚園と統合し本匠幼稚園へ）[36]
- 佐伯市立大入島南幼稚園（1997年）[36]
- 佐伯市立東中浦幼稚園（1999年）[36]
- 佐伯市立灘幼稚園（2003年休園、2004年再開、2010年廃園）[36]
- 佐伯市立中浦幼稚園（2004年）[36]
- 佐伯市立大島幼稚園（2004年休園、2006年再開、2008年再休園、2010年2度目の再開、2012年3度目の休園、2023年廃園）[36]
- 佐伯市立色宮幼稚園（2005年向陽幼稚園と統合しよのうづ幼稚園へ）[36]
- 佐伯市立向陽幼稚園（2005年色宮幼稚園と統合しよのうづ幼稚園へ）[36]
- 佐伯市立本匠東幼稚園（2006年本匠西幼稚園と統合し本匠幼稚園へ）[36]
- 佐伯市立西上浦幼稚園（2012年休園、2013年再開、2015年廃園）[36]
- 佐伯市立青山幼稚園（2013年休園、2014年再開、2022年再休園、2023年廃園）[36]
- 佐伯市立吹幼稚園（2015年）[36]
- 佐伯市立蒲江幼稚園（2017年佐伯市立蒲江保育所と統合し蒲江こども園となり、2020年竹野保育所・西浦保育所・森崎保育所と統合しかまえこども園へ）[37]
- カトリック佐伯幼稚園〈旧〉（2017年認定こども園カトリック佐伯幼稚園〈新〉へ移行）[37]
- 佐伯市立本匠幼稚園（2018年ほんじょうこども園へ移行）[37]
- 佐伯市立直川幼稚園（2018年佐伯市立直川保育所と統合しなおかわこども園へ）[37]
- 佐伯市立明治幼稚園（2019年）[37]
- 佐伯市立切畑幼稚園（2019年）[37]
- 佐伯市立木立幼稚園（2019年休園、2020年再開、2022年再休園、2024年廃園）[36]
- ルンビニ幼稚園（2019年佐伯聖徳保育園と統合しルンビニこども園へ）[38]
- 佐伯市立上浦幼稚園（2020年休園、2022年再開、2023年廃園）[36]
- 佐伯市立上野幼稚園（2020年休園、2023年廃園）[36]
- 佐伯市立八幡幼稚園（2022年休園、2023年再開、2024年廃園）[36]
- 佐伯市立松浦幼稚園（2022年休園、2023年再開、2024年廃園）[36]
- 佐伯市立大入島幼稚園（2023年）[36]
- 佐伯市立佐伯東幼稚園（2023年休園、2024年廃園）[36]
- 佐伯市立上堅田幼稚園（2023年休園[36]、2025年廃園[39]）
- 佐伯市立下堅田幼稚園（2023年休園[36]、2025年廃園[39]）
- 佐伯市立よのうづ幼稚園（2024年）[36]
- 佐伯市立佐伯幼稚園（2024年休園[40]、2025年廃園[39]）

## 臼杵市
- 臼杵市立西神野幼稚園[1]（休園開始時期不詳）[注釈 3]
- 臼杵市立戸上幼稚園（2009年[41]）
- 臼杵市立都松幼稚園（2011年）[41]
- アソカ幼稚園〈旧〉（2011年幼稚園型認定こども園アソカ幼稚園〈新〉へ移行）[42]
- 臼杵市立田野幼稚園（2013年）[41]
- 臼杵市立川登幼稚園（2015年）[41]
- 臼杵市立南野津幼稚園（2015年）[41]
- 臼杵市立臼杵幼稚園（2020年）[41]
- 臼杵市立野津幼稚園（2023年休園[23]、2024年廃園[43]）

## 津久見市
- 徳浦白梅幼稚園
- 千怒白梅幼稚園（休園開始時期不詳）[28]
- 白蓮幼稚園〈旧〉（2011年幼稚園型認定こども園白蓮幼稚園〈新〉へ移行）[42]
- 和順幼稚園（2022年休園）[44]

## 竹田市
- 竹田市立下竹田幼稚園[1]（廃園時期不詳）
- 竹田市立北部幼稚園[1]（休園開始時期不詳）[注釈 4]
- 竹田市立嫗岳幼稚園[1]（休園開始時期不詳）[注釈 5]
- 竹田市立宮砥幼稚園[1]（休園開始時期不詳）[注釈 6]
- 竹田市立宮城台幼稚園[1]（休園開始時期不詳）[注釈 7]
- 竹田市立直入幼稚園（2022年竹田市立竹田幼稚園へ統合）[45]

## 豊後高田市
- 豊後高田市立草地小学校付属幼稚園[1]（廃園時期不詳）
- 豊後高田市立呉崎小学校付属幼稚園[1]（廃園時期不詳）
- 豊後高田市立河内小学校附属幼稚園[1]（廃園時期不詳）
- 豊後高田市立都甲小学校附属東都甲幼稚園[1]（廃園時期不詳）
- 豊後高田市立都甲小学校附属西都甲幼稚園[1]（廃園時期不詳）
- 親光幼稚園（休園開始時期不詳）[28]
- 成蹊幼稚園（1994年休園[32]、廃園時期不詳[1]）
- 真玉町立真玉小学校付属幼稚園（2003年上真玉小附属幼稚園と統合し真玉小学校附属幼稚園となり、2009年豊後高田市立真玉幼稚園、2011年豊後高田市立キラリいろ幼稚園へ改称）[46]
- 真玉町立上真玉小学校附属幼稚園（2003年真玉小付属幼稚園と統合し真玉小附属幼稚園となり、2009年真玉幼稚園、2011年キラリいろ幼稚園へ改称）[46]
- 真玉町立臼野小学校附属幼稚園（2004年真玉小附属幼稚園へ統合）[46]
- 豊後高田市立田染小学校附属幼稚園（2002年）[47]
- 豊後高田市立都甲小学校付属幼稚園（2014年）[48]

## 杵築市
- 杵築市立豊洋幼稚園（2022年）[49]
- 杵築市立熊野幼稚園（2022年）[49]

## 宇佐市
- 宇佐市立四日市幼稚園（2021年休園[50]、2024年廃園[43]）
- 宇佐市立長洲幼稚園（2021年）[50]

## 豊後大野市
- 豊後大野市立南幼稚園[1]（休園開始時期不詳）[注釈 8]
- 豊後大野市立菅尾幼稚園（休園開始時期不詳、2015年廃園）[51]
- 豊後大野市立百枝幼稚園（休園開始時期不詳、2015年廃園）[51]
- 豊後大野市立長谷幼稚園（休園開始時期不詳、2015年廃園）[51]
- 豊後大野市立通山幼稚園（2018年休園、2021年廃園）[52]
- 豊後大野市立新田幼稚園（2021年休園[52]、2024年廃園[53]）
- 豊後大野市立三重幼稚園（2023年休園[23]、2024年廃園[53]）
- 豊後大野市立おおのさくら幼稚園（2024年）[53]
- 豊後大野市立千歳幼稚園（2024年）[53]

## 由布市
- 由布市立長野幼稚園[1]（休園開始時期不詳）[注釈 9]
- 大津留幼稚園[54]（廃園時期不詳）
- 東庄内幼稚園[54]（1997年休園[55]、廃園時期不詳）
- 由布市立塚原幼稚園[56]（休園開始時期不詳）
- 由布市立阿蘇野幼稚園（休園開始時期不詳、2019年廃園）[57]
- 由布市立湯平幼稚園（2016年）[58]
- 由布市立谷幼稚園（2022年休園）[59]
- 由布市立石城幼稚園（2023年休園）[23]
- 由布市立阿南幼稚園（2024年休園）[43]

## 国東市
- 国東市立富来幼稚園（休園開始時期不詳[60]、2025年廃園[61]）[注釈 10]
- ひともし幼稚園（2011年休園）[32]
- 国東市立豊崎幼稚園（2012年）[62]
- 国東市立旭日幼稚園（2016年休園、2019年廃園）[62]
- 国東市立竹田津幼稚園（2017年休園）[62]
- 国東市立国見中央幼稚園（2017年休園、2018年再開、2021年再休園[62]、2024年廃園[43]）
- 国東市立熊毛幼稚園（2018年休園）[62]

## 速見郡
- 聖武幼稚園〈旧〉（2023年[63]幼稚園型認定こども園聖武幼稚園〈新〉[64]へ移行）

## 玖珠郡
- 玖珠幼稚園（2018年）[65]
- 八幡幼稚園（2019年）[66]
- 玖珠町立森幼稚園（2023年休園）[23]